# Étienne Gailly
Étienne Gailly (ur. 26 listopada 1922 w Beringen, zm. 21 października 1971 w Genval) – belgijski lekkoatleta, długodystansowiec, medalista olimpijski z 1948 w biegu maratońskim.
Gailly uciekł w 1943 z okupowanej przez Niemców Belgii. Przez Francję przedostał się do Hiszpanii, gdzie został uwięziony na sześć miesięcy, a następnie zwolniony z nakazem powrotu do Belgii. Uciekł jednak do Wielkiej Brytanii, gdzie wstąpił do armii belgijskiej. Odbył szkolenie jako spadochroniarz i wziął udział w wyzwalaniu Belgii przez aliantów w 1944.
Poruszony ogromem zniszczeń wojennych obiecał sobie zdobyć złoty medal olimpijski dla Belgii. Wybrał bieg maratoński, gdyż podczas wojny i po jej zakończeniu trenował w Wielkiej Brytanii biegi lekkoatletyczne. Osiągał dosyć dobre wyniki w biegach długodystansowych, ale nie był znanym zawodnikiem.
Bieg na igrzyskach olimpijskich w 1948 w Londynie był pierwszym maratonem w życiu Gailly’ego. Postanowił z trenerem, że przebiegnie go w czasie 2:30:00. Po starcie objął prowadzenie i utrzymywał je do 32. kilometra, kiedy wyprzedzili go Koreańczyk Choi Yoon-chil, a potem Argentyńczyk Delfo Cabrera (dla którego również był to debiut w maratonie). Choi Yoon-chil wkrótce opadł z sił i nie ukończył biegu, a Gailly wyprzedził Cabrerę i krótko przed nim wbiegł jako pierwszy na stadion. Miał do pokonania 400 metrów, ale zupełnie opadł z sił. Nie mógł utrzymać prostej linii biegu, potem zaczął iść. Cabrera, a potem Tom Richards z Wielkiej Brytanii wyprzedzili go przed metą. Na ostatniej prostej Gailly upadł na kolana, ale podniósł się i przekroczył linię mety jako trzeci, zdobywając brązowy medal. Przypominało to dramat Doranda Pietriego na igrzyskach londyńskich 40 lat wcześniej. Gailly nie był w stanie stanąć do dekoracji, gdyż został odwieziony do szpitala.
Wystąpił w biegu maratońskim na mistrzostwach Europy w 1950 w Brukseli, gdzie zajął 8. miejsce.
Był złotym medalistą mistrzostw Belgii w 1947 (na dystansie 32 km) i 1948 (32,5 km).
Wziął udział jako ochotnik w wojnie koreańskiej. 13 marca 1951 wszedł na minę i został poważnie ranny. Spędził kilka miesięcy w szpitalu. Nie odzyskał potem pełnej sprawności. Zmarł w 1971 potrącony przez samochód.